# Калитко Сергій Леонідович
Сергі́й Леоні́дович Кали́тко (нар. 23 серпня 1947, Калинівка) — український історик, кандидат історичних наук з 1980 року, доцент з 1983 року.

## Біографія
Народився 23 серпня 1947 року в місті Калинівці Вінницької області. З 1965 по 1969 рік навчався на історичному факультеті Одеського державного університету імені І. Мечнимова. Після закінчення навчання працював там же старшим лаборантом на кафедрі історії СРСР. У 1969—1972 роках — учитель історії та суспільствознавства, а з 1972 року — асистент Одеського державного педагогічного інституту імені К. Ушинського, одночасно у 1972—1973 роках учитель історії в середній школі. 
У 1973—1974 роках — лаборант; у 1977—1981 роках — асистент; у 1981—1983 роках — старший викладач; у 1983—1991 роках — доцент; у 1991—1993 — завідувач кафедри історії та народознавства; з 1993 року — доцент кафедри історії слов'янських народів історичного факультету Вінницького державного педагогічного університету імені М. Коцюбинського. 
Закінчив аспірантуру Київського державного університету імені Тараса Шевченка, де у 1980 захистив кандидатську дисертацію на тему: «Партійне керівництво відновленням діяльності профспілок на визволеній території України
(1943—1945 роки)» (науковий керівник — кандидат історичних наук, професор Олександр Мінгазугдінов).

## Наукова діяльність
Дослідження вченого стосуються історії Поділля та Волині періоду Другої світової війни. Серед праць:
- Социалистическое строительство на Винниччине 1921—1941 гг. — Одесса, 1987 (у співавторстві);
- Політичний курс керівництва Компартії щодо польського населення // Національні меншини Правобережної України: історія і сучасність: Наукова збірка. — Житомир, 1988. — Том 18;
- Політичні репресії на Поділлі (20—30 pp. XX століття). — Вінниця, 1999 (у співавторстві);
- Сучасні публікації з історії Житомирщини 30-х років XX століття. // Житомирщина на зламі тисячоліть: Наукова збірка. — Житомир, 2000. — Том 21;
- Вінницький мартиролог: Книга пам'яті жертв політичних репресій на Вінниччині (20—50 pp. XX століття). — Вінниця, 2001 (співукладач);
- Політичні репресії серед чеського населення Волино-Східноподільського порубіжжя // Чехи на Волині: Історія і сучасність: Наукова збірка — Житомир; Малин, 2001. — Том 24;
- Діяльність ОУН-УПА на Східному Поділлі в історико-краєзнавчих публікаціях. // Наукові записки ВДПУ. Серія: Історія. Випуск VI. — Вінниця, 2003 (у співавторстві);
- Сучасна українська історіографія про українсько-польські відносини в Західній Україні в роки Другої світової війни // Сторінки воєнної історії України: 3бірка наукових статей. — Київ, 2002. — Випуск 6.